# Líneas Aéreas Postales Españolas

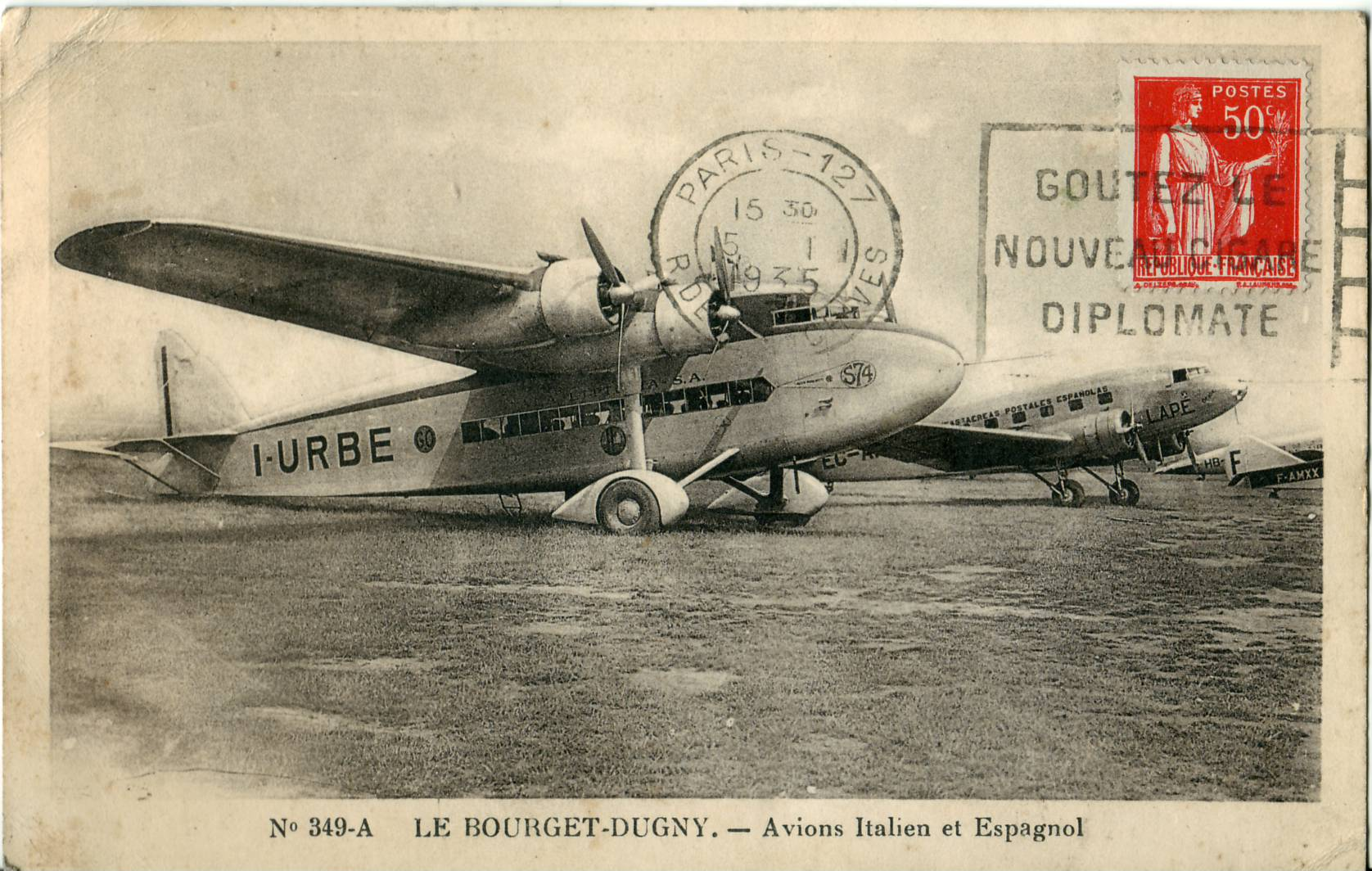
Aeroport de le Bourget en segon terme s'aprecia un Douglas DC-2 de LAPE

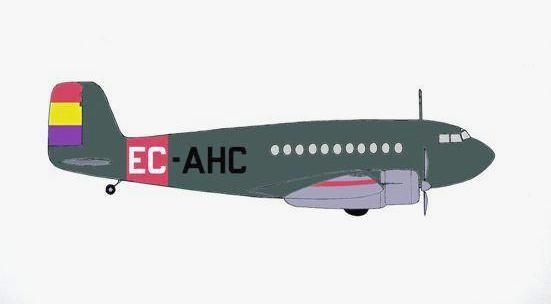
El Breguet 470 Fulgur de les LAPE que feia la línia Barcelona - Toulouse i que va fugir a França al final de la Guerra Civil

Líneas Aéreas Postales Españolas (LAPE) fou una aerolínia que es va fundar en temps de la Segona República Espanyola i que després de la Guerra Civil Espanyola formaria part de la companyia Iberia.

## Història
L'any 1928, el govern d'Alfons XIII reunificà les línies aèries que s'havien anat creant creat a Espanya com ara: Compañia de Hidroaviones del Catábrico (1920), Compañia Española de Tráfico Aéreo (1921), Unión Aérea Española (1925), Iberia: Compañía Aérea de Transportes (1927), sota el nom de Compañia de Lineas Aéreas Subvencionadas S.A.(CLASSA). Més tard, amb la crisi financera del 29, i la posterior proclamació de la Segona República espanyola, es reestructurà convertit-se en LAPE (1932).
Ja en aquell temps es mantenien vols regulars entre diverses regions espanyoles: les Illes Canàries i Balears, Madrid – Barcelona – Palma, Madrid – Sevilla – Cap Juby – Las Palmas, Madrid – València, a més de vols internacionals amb Lisboa (Portugal), París (França), Berlín (Alemanya) i Londres (Regne Unit).
Respecte al material utilitzat, es pot destacar els De Havilland DH.89 “Dragon Rapide”, Fokker F.VII i dos hidroavions Dornier Do J “Wal” encarregats a CASA. Tot aquest material procedia de la requisa de les companyies abans esmentades.
Amb l'esclat de la Guerra Civil espanyola, el govern republicà requisà tots els aparells disponibles a la fi d'armar la força aèria (FARE) acabant la majoria d'aparells servint en el cós de bombarders. No obstant això amb la fi del conflicte, i la victòria nacional, tots els béns li foren confiscats marcant la fi de la companyia.